# Korni grupa
Korni grupa bila je jedna od najpoznatih rock skupina 1970-ih u tadašnjoj Jugoslaviji. Osnivač i vođa sastava bio je skladatelj Kornelije Kovač, a kroz sastav su prodefilirali brojni poznati rock glazbenici i pjevači: Dado Topić, Zdravko Čolić, Zlatko Pejaković, Dalibor Brun i dr.

## Povijest sastava

### Osnutak sastava
Korni grupa osnovana je u rujnu 1968. godine u Beogradu. Osnivač sastava i spiritus movens grupe bio je bivši klavijaturist sarajevskog sastava Indexi Kornelije Kovač, koji se te godine preselio u Beograd i po čijem imenu je sastav dobio ime. Korneliju su se pridružili bivši članovi beogradskog sastava Elipse: basist Bojan Hreljac i bubnjar Vladimir Furduj-Furda, solo gitarist iz Zlatnih dečaka Velibor-Borko Kacl i pjevačica Miroslava-Seka Kojadinović. Svoj prvi nastup sastav je imao u Beogradskom domu sindikata na svečanosti proglašenja sportaša godine. Sljedeći nastup imali su na priredbi Radio Beograda Studio 6 vam pruža šansu, pjevačici Miroslavi Kojadinović nije se dopao izbor pjesama, pa nije htjela nastupiti. Umjesto nje pjesme je otpjevao Kornelije Kovač, ali je to bio i kraj suradnje s Miroslavom Kojadinović, na njeno mjesto uskočio je tada perspektivni beogradski soul pjevač Dušan Prelević.

### 1968-1969.
S Prelevićem kao pjevačem i pjesmom Cigu-ligu nastupaju u Zagrebu na Jugoviziji, - izboru za jugoslovenskog predstavnika za nastup na Euroviziji. No kako je na nastup došao pripit, bio je to njegov zadnji nastup u Korni grupi.
Novi pjevač sastava postaje Riječanin Dalibor Brun, bivši pjevač sastava Uragani, s njim nastupaju na Opatijskom festivalu izvevši pjesmu „Djevojčice mala“. Tad snimaju svoje prve uspješnice Magična ruka, Sonata i Dzum-ram.

### 1969-1971.
Dalibor Brun napušta sastav sredinom 1969. godine, a na njegovo mjesto dolazi osječki pjevač Dado Topić koji sa sobom dovodi svog kolegu iz sastava Dinamiti Josipa Bočeka, kao novog solo gitaristu.
S novim članovima, u grupu ulaze novi utjecaji, -progresivni rock u tom stilu snimaju uspješnice Jedna žena, Prvo svetlo u kući broj 4, Etida i Žena je luka a čovek brod i održavaju svoj prvi beogradski koncert u Domu omladine 6. studenog 1969.
Nastupom na Zagrebačkom festivalu 1970. godine, s pjesmom  Jedna žena, Korni grupa osvaja nagradu stručnog žirija festivala.
Te iste godine snimaju glazbu za film beogradskog redatelja Miše Radivojević Bube u glavi, i svoj vjerojatno najveći hit Trla baba lan, koji je postigao i međunarodni uspjeh u izvedbi francuske pjevačice Dalide (pjesmu su prepjevali i neki drugi manje poznati pjevači i sastavi).
Krajem ljeta 1971. sastav napušta Dado Topić koji odlazi u Zagreb pridružiti se sastavu  Time. Novi pjevač sastava, tada još anonimni Zdravko Čolić došao je iz sarajevskog sastava Ambasadori, on se u gupi zadržao samo 6 mjeseci, te potom nastavio solo karijeru. S njim je Korni grupa snimila tri tadašnja osrednja hita; Gospa Mica gazdarica, Kukavica i Pogledaj u nebo. 

### 1971. – 1972.
Nakon Čolića, novi pjevač grupe postao je osječki pjevač Zlatko Pejaković, bivši pjevač sastava Zlatni Akordi i Had. S njim je Korni Grupa snimila svoj prvi album, Korni Grupa, 1972. godine, s vrlo dugim pjesmama u tada popularnom progresivnom rocku. 
Te iste godine sastav je nastupio u Montreuxu na tada vrlo posjećenom i cijenjenom Montreux Jazz Festivalu.

### 1973-1974.
U proljeće 1974. godine pobjeđuju na Opatijskom festivalu s pjesmom Moja generacija Kornelija Kovača i postaju jugoslavenski predstavnici na Eurosongu u Brightonu ali zauzimaju vrlo loše 12 mjesto (od 17 zemalja).
Sredinom 1974. godine, izdaju svoj drugi album Not An Ordinary Life, snimljen u Italiji pod imenom The Cornelians. Album je bio namijenjen stranom tržištu u tada pomodnom simfo rock stilu otpjevanim na engleskom.
Razočaran slabom prodajom albuma Not An Ordinary Life kao i vrlo lošim plasmanom na Euroviziji lider sastava Kornelije Kovač odlučuje da je došlo vrijeme da se sastav raspadne. U novosadskom Studiju M Korni grupa je održala svoja dva oproštajna koncerta. Dio snimki s tog koncerta objavljen je na njihovom prvom Live albumu Mrtvo more, izdanom 1975. godine.

### Povratničko okupljanje 1987.
Korni grupa se ponovno okupila 1987. s Dadom Topićem kao pjevačem na koncertu u zagrebačkom Domu Sportova nazvanim Legende YU Rocka u organizaciji  Radija 101. Na tom koncertu su uz njih nastupili; Indexi, Time, YU grupa, Drago Mlinarec i Radomir Mihajlović -Točak. Isti koncert održan je nešto kasnije u Beogradskom Sava Centru.

## Diskografija

### Albumi
- Korni Grupa (studijski album, 1972.)
- Not An Ordinary Life (studijski album, 1974.)
- Mrtvo more (album uživo, 1975.)
- 1941. (kompilacija, 1979.)
- Prvo svetlo neobičnog života (kompilacija, 1996.)
- The Ultimate Collection, Croatia Records, 2009.

### Singl ploče
- "Cigu-ligu" / "Čovek i pas" (1969.)
- "Dzum-ram" / "Sonata" / "Magična ruka" (1969.)
- "Pastir i cvet" / "Čovek i pas" (1969.)
- "Trla baba lan" / "Slika" (1970.)
- "Bube" / "Neko spava pored mene" (1970.)
- "Kukavica" / "Gospa Mica gazdarica" / "Pogledaj u nebo" (1971.)
- "Pusti da te diram" / "Jedan groš" (1971.)
- "Pokloni svoj mi foto" / "Bez veze" (1972)
- "Povuci potegni" / "Na četiri točka" / "Maksimetar" / "Zeleni megaherc" (1973.)
- "Tri palme" / "Tri čoveka u kafani" (1973.)
- "Oj, dodole" / "Život" (1973.)
- "Ivo Lola" / "Znam za kim zvono zvoni" (1973.)
- "Etida" / "Jednoj ženi" (1973.)
- "Moja generacija" / "Zbogom ostaj, o, detinjstvo" (1974.)
- "Generation 42" / "One Woman" (1974)
- "Moja genereacija (My Genetartion)" / "Etude" (1974.)
- "Kuda ideš, svete moj" / "Divlje jagode" (1974.)
- "Miris" / "Praštanje" (1974.)

## Članovi sastava
- Kornelije Kovač, klavijature (1968. – 1974.)
- Bojan Hreljac, bas-gitara (1968. – 1974.)
- Vladimir Furduj, bubanj (1968-1974)
- Velibor Borko - Kacl, solo-gitara (1968. – 1969.)
- Josip Boček solo-gitara (1969. – 1974.)
- Miroslava-Seka Kojadinović, vokal (1968.)
- Dušan Prelević - Prele, vokal (1968.)
- Dalibor Brun, vokal (1968. – 1969.)
- Dado Topić, vokal (1969. – 1971.)
- Zdravko Čolić, vokal (1971-1972)
- Zlatko Pejaković, vokal (1972-1974)

## Vanjske poveznice
- O Korni gupi na portalu Prog Archives
- Korni grupa